# Stazione di Jōetsumyōkō
La stazione di Jōetsumyōkō (上越妙高駅?, Jōetsumyōkō-eki) è una stazione ferroviaria giapponese, fermata della linea ad alta velocità Hokuriku Shinkansen. Essa è stata realizzata nei pressi dell'ex stazione di Wakinoda, ed è gestita da tre società ferroviarie: JR East, JR West e la società regionale Ferrovie Echigo Tokimeki.

## Linee e servizi
East Japan Railway Company
 West Japan Railway Company
 Hokuriku Shinkansen
 Ferrovie Echigo Tokimeki
■ Linea Myōkō Haneuma

## Struttura
La stazione è costituita da una zona a livello del terreno, con una banchina a isola e due binari passanti per la linea Myōkō Haneuma e un fabbricato viaggiatori posto al di sopra dei binari. Allo stesso livello, si trova il mezzanino per la stazione della linea shinkansen, e al livello più alto, i binari passanti di quest'ultimo, con due binari passanti dotati di porte di banchina di sicurezza, dal momento che in questa stazione non sono presenti binari di sorpasso, e pertanto i treni veloci che non fermano in questo scalo percorrono il tratto ad alta velocità.
Linee regionali
| 1 | ■ Linea Myōkō Haneuma | per Arai e Myōkō-Kōgen                 |
| 2 | ■ Linea Myōkō Haneuma | per Takada, Naoetsu, Nagaoka e Niigata |

Linea Shinkansen
| 11-12 | Hokuriku Shinkansen | per Nagano, Takasaki, Ōmiya e Tokyo |
| 13-14 | Hokuriku Shinkansen | per Itoigawa, Toyama e Kanazawa     |

## Stazioni adiacenti
| «                   | Servizio            | »                   |
| Hokuriku Shinkansen | Hokuriku Shinkansen | Hokuriku Shinkansen |
| ------------------- | ------------------- | ------------------- |
| Iiyama              | -                   | Itoigawa            |
| Linea Myōkō Haneuma |                     |                     |
| Kita-Arai           | Locale              | Minami-Takada       |